# Gustav Brummert
Richard Karl Gustav Brummert (* 4. März 1893 in Magdeburg; † 18. September 1967 ebenda) war ein deutscher Radrennfahrer und nationaler Meister im Radsport.

## Sportliche Laufbahn
„Pepi“ (mit vollem Namen Richard Karl Gustav) Brummert begann seine Radsportlaufbahn im Magdeburger Rennclub Pfeil auf der ehemaligen Radrennbahn am Sachsenring. Bald entdeckte er seine Vorliebe für Steherrennen und wurde hierin zum Publikumsliebling auf der Magdeburger Radrennbahn. Zwischen 1919 und 1921 erkämpfte er 39 Siege in kleineren und mittleren Steherrennen. Das Goldene Rad von Erfurt gewann er 1920 und 1922. 1922 siegte er im „Goldenen Rad“ von Dortmund und Erfurt, gewann den Großen Germania-Preis von Dortmund und zwei Rennen in Budapest. 1920 wurde er bei der Deutschen Meisterschaft im Straßenrennen der Amateure hinter Hermann Katzensteiner Zweiter. Als Junior und Amateur war er Mitglied der Deutschen Radfahrer Union (DRU), die 1920 aus der Allgemeinen Radfahrer-Union (ARU) entstanden war. Er gewann die Deutsche Meisterschaft der DRU im Sprint 1931 mit 38 Jahren. Wenig später beendete er seine Laufbahn.

## Familiäres
Sein Bruder Paul Brummert fuhr ebenfalls erfolgreich Rennen auf Bahn und Straße, er war u. a. Deutscher Meister im Mannschaftszeitfahren mit der Mannschaft des RC Brennabor Magdeburg 1930 und 1932.